# 엄도현
엄도현(2003년 2월 26일 ~ )은 대한민국의 기계 체조 선수이다. 세계 선수권 대회에 4차례 출전했고 2019년 자오칭 월드 챌린지 컵에서는 3개의 동메달을 획득했다. 2021년 대한민국 종합 챔피언이다. 2024년 하계 올림픽에 한국을 대표하여 출전할 예정이다.

## 어린 시절
엄도현은 2003년 용인시에서 태어나 신갈초등학교 1학년 때부터 체조를 시작했다. 경기체육고등학교를 졸업했다.현재 제주국제대학 재학중이다.